# Chmelištná

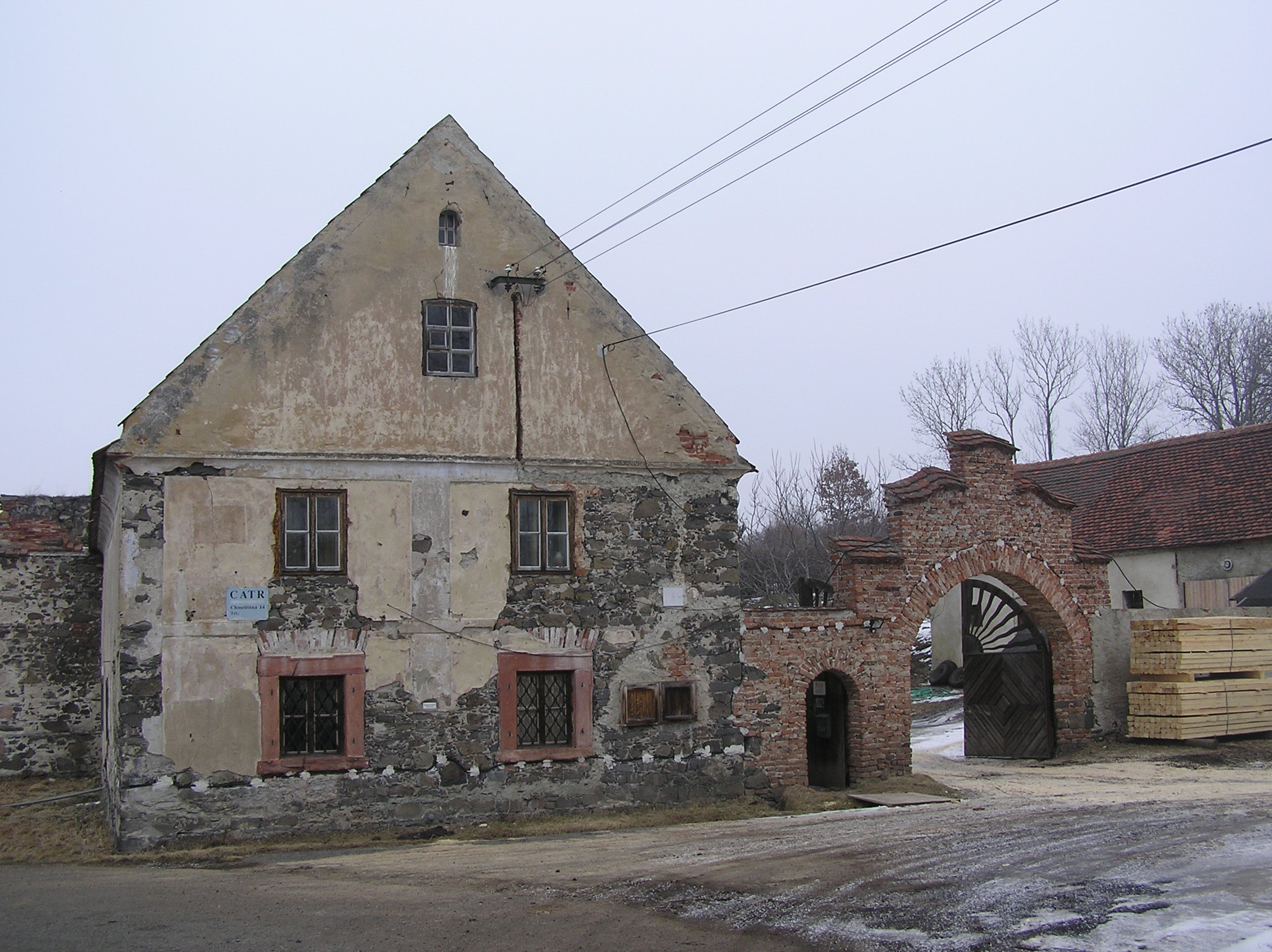
Bauernhof in Chmelištná

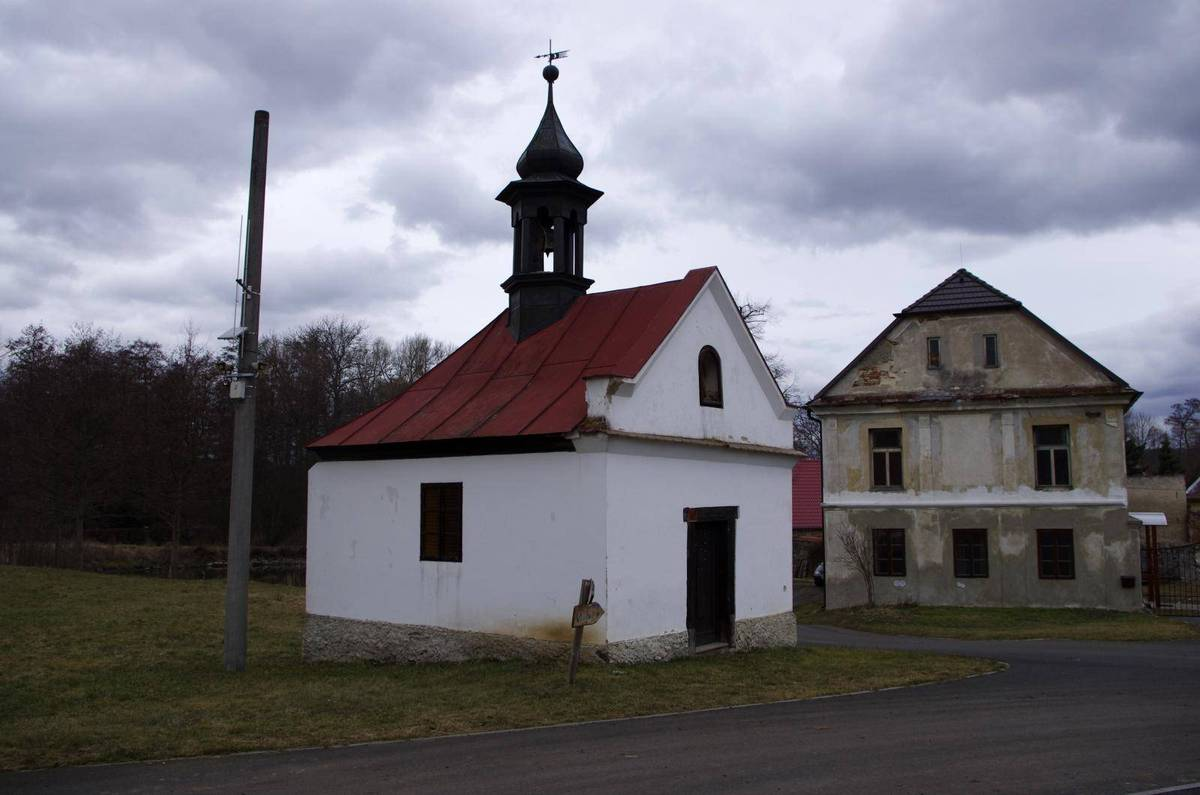
Kapelle der hl. Ludmilla

Chmelištná, auch Chmelišťná (deutsch Chmelischen, früher Chmeleschen) ist ein Ortsteil der Minderstadt Nepomyšl (Pomeisl) in Tschechien. Das Dorf liegt zehn Kilometer westlich von Podbořany (Podersam) und gehört zum Okres Louny.

## Geographie
Der Rundling Chmelištná befindet sich rechtsseitig des Baches Leska (Grundbach) in den östlichen Ausläufern des Duppauer Gebirges. Nördlich erheben sich die Houština (Buschberg; 531 m n.m.) und der Stráž (Hutberg; 466 m n.m.), im Südosten der Podháj (Hauberg, 467 m n.m.), südlich der U Hradu (521 m n.m.), im Südwesten der Pod Lesem (542 m n.m.), westlich die Lopota (Schwilsberg; 641 m n.m.) und der Konický vrch (Pfaffenberg; 625 m n.m.) sowie im Nordwesten die Dubá (In der Tuba; 558 m n.m.). Gegen Westen liegt der Teich Dobřenecký rybník (Dobrenzer Teich).
Nachbarorte sind Mašťov (Maschau) im Norden, Němčany (Niemtschau), Ovčín (Schäferei) und Brody (Pröllas) im Nordosten, Buškovice (Puschwitz) im Osten, Nepomyšl, Dvérce (Wärzen) und Dětaň (Gödesin) im Südosten, Podbořanský Rohozec (Deutsch Rust) im Süden, die Wüstung Emanuelův Dvůr (Emanuelshof) und Bukovina (Buckwa) im Südwesten, die Wüstungen Mětikalov (Meckl), Řednice (Rednitz) und Konice (Kunitz) im Westen sowie Dobřenec (Dobrenz) und Sedlec u Radonic (Zettlitz) im Nordwesten.

## Geschichte
Die erste urkundliche Erwähnung von Chmelištná erfolgte im Jahre 1455. Vor 1531 erwarb Wenzel Kolowrat-Mašťovský das Dorf und schlug es seiner Herrschaft Mašťov (Maschau) zu. Nach der Schlacht am Weißen Berg zog sich der Besitzer der Herrschaft Maschau, Johann Heinrich von Stampach, die besondere Ungnade der Sieger zu, weil er 1619 König Friedrich I. auf Schloss Maschau beherbergt hatte. 1622 wurde sein gesamter Besitz konfisziert und im Jahr darauf an den kaiserlichen General Wilhelm Verdugo di Fauleria verkauft, der Maschau mit der Herrschaft Duppau und dem Gut Neprowitz vereinigte. Während des Dreißigjährigen Krieges verödete das Dorf. Joachim Verdugo veräußerte Chmelištná nach dem Kriege an Hermann Czernin von Chudenitz, der es seiner Herrschaft Schönhof zuschlug. Aus einem Gesuch von 1780 an Rudolph von Colloredo, der nach dem Tod von Prokop Adalbert Czernin von und zu Chudenitz die Herrschaft Schönhof verwaltete, geht hervor, dass zu dieser Zeit in Chmelleschen eine Dorfschmiede betrieben wurde. 1787 bestand Chmelischen aus 15 Häusern. Die Kapelle auf dem Dorfanger wurde 1793 errichtet. 1845 fiel das Czerninsche Familienfideikommisserbe Eugen Czernin von und zu Chudenitz zu.
Im Jahre 1846 bestand das im Saazer Kreis gelegene Dorf Chmeleschen aus 16 Häusern mit 76 deutschsprachigen Einwohnern. Abseits lag die einschichtige Mühle Březina. Pfarrort war Maschau. Bis zur Mitte des 19. Jahrhunderts blieb Chmeleschen der Fideikommissherrschaft Schönhof und Miltschowes untertänig.
Nach der Aufhebung der Patrimonialherrschaften bildete Chmeleschen/Chmelišťná ab 1850 eine Gemeinde im Gerichtsbezirk Podersam. 1868 wurde die Gemeinde dem Bezirk Podersam zugeordnet. 1869 bestand das Dorf aus 15 Häusern und hatte 97 Einwohner. Im Jahre 1873 zerstörte ein Großfeuer die Gehöfte 3, 4, 5 und 6. Vier Jahre später brannten die Gehöfte 11, 12 und 13 sowie die Wirtschaftsgebäude des Gehöfte Nr. 10 nieder. Zum Ende des 19. Jahrhunderts wurde Chmelištná als tschechischer Ortsname verwendet. Hagelschläge verursachten 1882, 1901 und 1901 schwere Schäden an Gebäuden und der Ernte. Im Jahre 1900 hatte Chmeleschen 111 Einwohner, 1910 waren es ebenso viele. Nach dem Ersten Weltkrieg zerfiel der Vielvölkerstaat Österreich-Ungarn, das Dorf wurde 1918 Teil der neu gebildeten Tschechoslowakischen Republik. Beim Zensus von 1921 lebten in den 19 Häusern des Dorfes 111 Personen, davon 108 Deutsche. Haupterwerbsquellen waren Ackerbau und Viehzucht. 1930 lebten in den 20 Häusern von Chmelischen 117 Personen. Nach dem Münchner Abkommen wurde Chmelischen im Oktober 1938 dem Deutschen Reich zugeschlagen und gehörte bis 1945 zum Landkreis Podersam. 1939 hatte die Gemeinde 99 Einwohner. Nach dem Ende des Zweiten Weltkrieges kam Chmelišťná zur wiedererrichteten Tschechoslowakei zurück. Nach der Aussiedlung der deutschen Bewohner wurde das Dorf nur schwach mit Tschechen wiederbesiedelt. 1948 erfolgte die Eingemeindung nach Mašťov. 1950 lebten in den 10 Häusern von Chmelišťná 32 Personen. Bei der Gebietsreform von 1960 erfolgte die Aufhebung des Okres Podbořany; Chmelišťná wurde nach Nepomyšl umgemeindet und dem Okres Louny zugeordnet. Der seit dem Ende des Zweiten Weltkrieges anhaltende Bevölkerungsrückgang erreichte 1980 mit 3 Einwohnern seinen Tiefpunkt. 1991 bestand Chmelišťná aus 6 Häusern und hatte 5 Einwohner. Wahrscheinlich in den 2000er Jahren wurde der Ortsname wieder in Chmelištná geändert. Beim Zensus von 2011 lebten in den 6 Häusern des Dorfes 13 Personen.

### Karba
In der Flur Karba zwischen Chmelištná und Dobřenec befand sich wahrscheinlich das während der Hussitenkriege eingegangene Dorf Krbowe, das noch 1447 als Teil der Herrschaft Winteritz erwähnt wurde. In einem Kauf von 1508 wurde es als ödes Dorf Krbowa aufgeführt. In der Flur wurden bei Feldarbeiten mehrfach Spuren von Mauerwerk aufgefunden. Ein weiterer historischer Flurname Beim alten Schloß deutet darauf hin, dass dort auch ein Herrensitz existiert haben mag.

## Ortsgliederung
Der Ortsteil Chmelištná bildet einen Katastralbezirk.

## Bauwerke
- Kapelle der hl. Ludmilla, auf dem Dorfanger, errichtet 1793 auf Kosten der Gemeinde.[7] Die Kapelle ist als Kulturdenkmal geschützt.[8]